# Chhota Gobindpur
Chhota Gobindpur is een census town in het district Purbi Singhbhum van de Indiase staat Jharkhand. 

## Demografie
Volgens de Indiase volkstelling van 2001 wonen er 24751 mensen in Chhota Gobindpur, waarvan 53% mannelijk en 47% vrouwelijk is. De plaats heeft een alfabetiseringsgraad van 76%. 